# ミュルサンヌ
ミュルサンヌ （Mulsanne）は、フランス、ペイ・ド・ラ・ロワール地域圏、サルト県のコミューン。隣接するル・マン、アルナージュ、リュオダンとともに、コミューン面積の南東部はサルト・サーキットの一部となっている。

## 由来
Murcenae、Murcenna、Mulsennaといった書式が、11世紀、1330年、1373年にそれぞれ立証されている。起源は不明である。

## 人口統計
| 1962年 | 1968年 | 1975年 | 1982年 | 1990年 | 1999年 | 2004年 | 2014年 |
| ------ | ------ | ------ | ------ | ------ | ------ | ------ | ------ |
| 803    | 891    | 3055   | 3776   | 5058   | 5213   | 4847   | 4935   |

参照元:1962年から1999年までは複数コミューンに住所登録をする者の重複分を除いたもの。それ以降は当該コミューンの人口統計によるもの。1999年までEHESS/Cassini、2006年以降INSEE。

## 姉妹都市
- ネトルハム、イギリス